# Bothal Castle
Bothal Castle er en middelalderborg i Bothal nær Wansbeck, mellem Morpeth og Ashington i Northumberland, England. Botl er oldengelsk for beboelse, og bothal kan referere til en særlig beboelse eller sal.
Den var befæstet inde den normanniske erobring af England, og den er blevet renoveret og ombygget flere gange.
Det er et Scheduled Ancient Monument og en listed building af første grad.